# Карасиця
Карасиця (пол. Karasica) — село в Польщі, у гміні Ґловно Зґерського повіту Лодзинського воєводства.
Населення — 64 особи (2011).

## Демографія
Демографічна структура станом на 31 березня 2011 року:
|          | Загалом | Допрацездатний вік | Працездатний вік | Постпрацездатний вік |
| -------- | ------- | ------------------ | ---------------- | -------------------- |
| Чоловіки | 31      | 10                 | 18               | 3                    |
| Жінки    | 33      | 9                  | 19               | 5                    |
| Разом    | 64      | 19                 | 37               | 8                    |